# Irlanda la Concursul Muzical Eurovision Junior
Irlanda a debutat la Concursul Muzical Eurovision Junior în anul 2015. Cel mai bun rezultat al Irlandei este locul 4 obținut în 2022 de Sophie Lennon cu piesa "Solas" acumulând 150 de puncte.

## Rezultate

#### Legendă:
Câștigător
     Locul al doilea
     Locul al treilea
     Ultimul loc
| An   | Gazda    | Artist             | Titlu              | Poziție | Puncte |
| ---- | -------- | ------------------ | ------------------ | ------- | ------ |
| 2015 | Sofia    | Aimee Banks        | "Réalta na mara"   | 12      | 36     |
| 2016 | Valletta | Zena Donnelly      | "Bríce ar bhríce"  | 10      | 122    |
| 2017 | Tbilisi  | Muireann McDonnell | "Súile glasa"      | 15      | 54     |
| 2018 | Minsk    | Taylor Hynes       | "IOU"              | 15      | 48     |
| 2019 | Gliwice  | Anna Kearney       | "Banshee"          | 12      | 73     |
| 2021 | Paris    | Maiú Levi Lawlor   | "Saor (Disappear)" | 18      | 44     |
| 2022 | Erevan   | Sophie Lennon      | "Solas"            | 4       | 150    |